# غلامحسین یوسفی (شاعر)
غلامحسین یوسفی (زاده ۱۸ مرداد ۱۳۲۶ – درگذشته ۲۰ اسفند ۱۴۰۱) متخلص به ناقوس شاعر و غزل سرای ایرانی بود. 
او در شهرستان خوسف یکی از شهرهای استان خراسان جنوبی تولد یافت. تحصیلات ابتدایی را در دبستان ابن‌حسام خوسْفْ گذراند و در دبیرستان خزیمه علم شهرستان بیرجند رشته ادبیات خواند و سپس از دانشگاه فردوسی مشهد در رشته زبان و ادبیات فارسی با مدرک کارشناسی فارغ‌التحصیل شد و به مدت سی سال معلم ادبیات مدارس مختلف مشهد و بیرجند بود. وی همچنین سابقه تدریس در دانشگاه بیرجند، گویندگی رادیو مشهد، نویسندگی روزنامه خراسان، داوری چندین جشنواره شعری و نیز برگزاری نشست‌های مختلف شعری را در کارنامه خویش داشت. 
او بیش‌از ۱۵٬۰۰۰ بیت شعر در قالب‌های مختلف سروده‌است و تا پایان عمر در بیرجند ساکن و به فعالیت‌های مختلف ادبی مشغول بود. در خرداد ماه سال ۱۳۹۵ طی مراسمی از جایگاه شعری او تجلیل شد. او همچنین شاعر برتر جشنواره شعر امام رضا سال ۱۳۶۴ و شاعر برتر جشنواره بین‌المللی شعر فجر ۱۳۸۵ است. مستند ناقوس بارها از صدا و سیمای جمهوری اسلامی ایران پخش شده‌است.
به پاس پنجاه سال تلاش ناقوس شاعر بیرجندی در عرصه شعر و ادب فارسی مجتمع بزرگ فرهنگی هنری شهرستان خوسف به نام وی نام گذاری شده‌است.

## مجموعه شعر
1. سرمهٔ خیال ۱۳۵۵ چاپخانهٔ دانشگاه فردوسی مشهد
2. شعر شهادت اسفند ۱۳۵۷ چاپخانهٔ دانشگاه فردوسی مشهد
3. دیوان معرفت ۱۳۸۳ چاپ و نشر گلرو بیرجند
4. چاپ منتخب اشعار با عنوان "آن سوی پرواز " توسط حوزه هنری استان-سال۸۹[۷]
5. خدا، عشق، دل انتشارات فکر بکر تهران ۱۳۸۹
6. در سایه سار نقره ای رچ اتشارات فکر و بکر۱۳۹۲
7. سرخ و سپید ۱۳۹۴
8. مجموعه شعر شبنم و شکوفه انتشارات فکر بکر تهران۱۳۹۴
9. صحبت سجاده‌ها انتشارات فکر بکر تهران ۱۳۹۵
10. سکوت سرد سنگ‌ها انتشارات فکر بکر ۱۳۹۷
11. دیوان ناقوس شعر فارسی در ۸۰۸ صفحه انتشارات فکر بکر ۱۳۹۸